# 738
Évszázadok: 7. század – 8. század – 9. század
Évtizedek: 680-as évek – 690-es évek – 700-as évek – 710-es évek – 720-as évek – 730-as évek – 740-es évek – 750-es évek – 760-as évek – 770-es évek – 780-as évek
Évek: 733 – 734 – 735 – 736 –  737 – 738 – 739 – 740 – 741 – 742 – 743

## Események

### Európa
- Martell Károly frank majordomus meghódoltatja és adófizetésre kötelezi a Vesztfáliában élő szászokat.
- A Dunai Bolgár Kánság élén Kormiszost Szevar váltja (más források szerint fordítva, megint más forrás szerint Vineh az új kán).
- Erre az évre a bizánciak Felice Cornicolát nevezik ki Velence katonai kormányzójává.
- II. Transamund, Spoleto longobárd hercege elfoglalja Gallese erődjét és ezzel megszakad a Róma és Ravenna közötti földrajzi kapcsolat.
- III. Gergely pápa kinevezi a Rómában tartózkodó Bonifatius érseket Germánia pápai legátusává.
- Meghal Swæfberht, Essex királya, aki Saelreddel együtt uralkodott.

### Amerika
- A maja Copán királyát, Uaxaclajuun Ubʼaah Kʼawiilt ('Tizennyolc Nyúl") quiriguái vazallusai legyőzik és lefejezik.

## Halálozások
- Maszlama ibn Abd al-Malik, arab hadvezér
- Swæfberht, essexi király

## Fordítás
- Ez a szócikk részben vagy egészben  a(z)   738 című angol Wikipédia-szócikk ezen változatának fordításán alapul.  Az eredeti cikk szerkesztőit annak laptörténete sorolja fel. Ez a jelzés csupán a megfogalmazás eredetét és a szerzői jogokat jelzi, nem szolgál a cikkben szereplő információk forrásmegjelöléseként.